# 吉尼宫

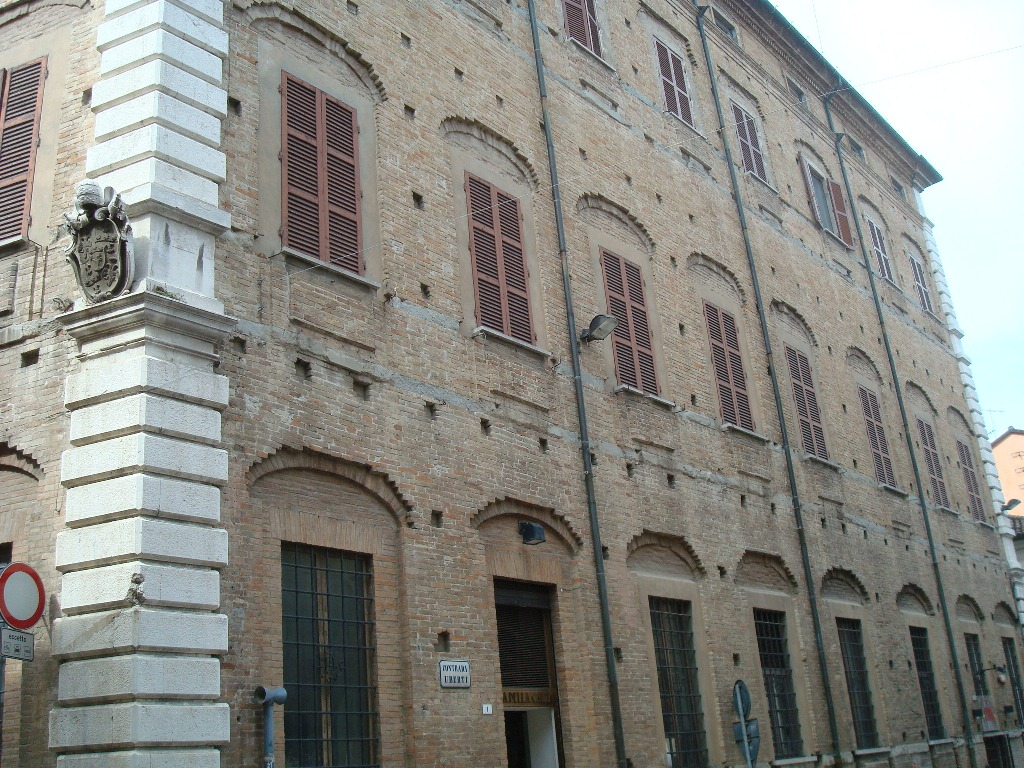
吉尼宫

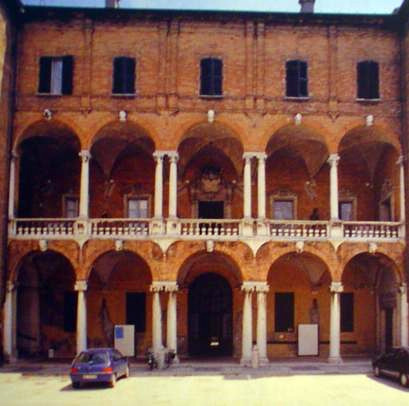

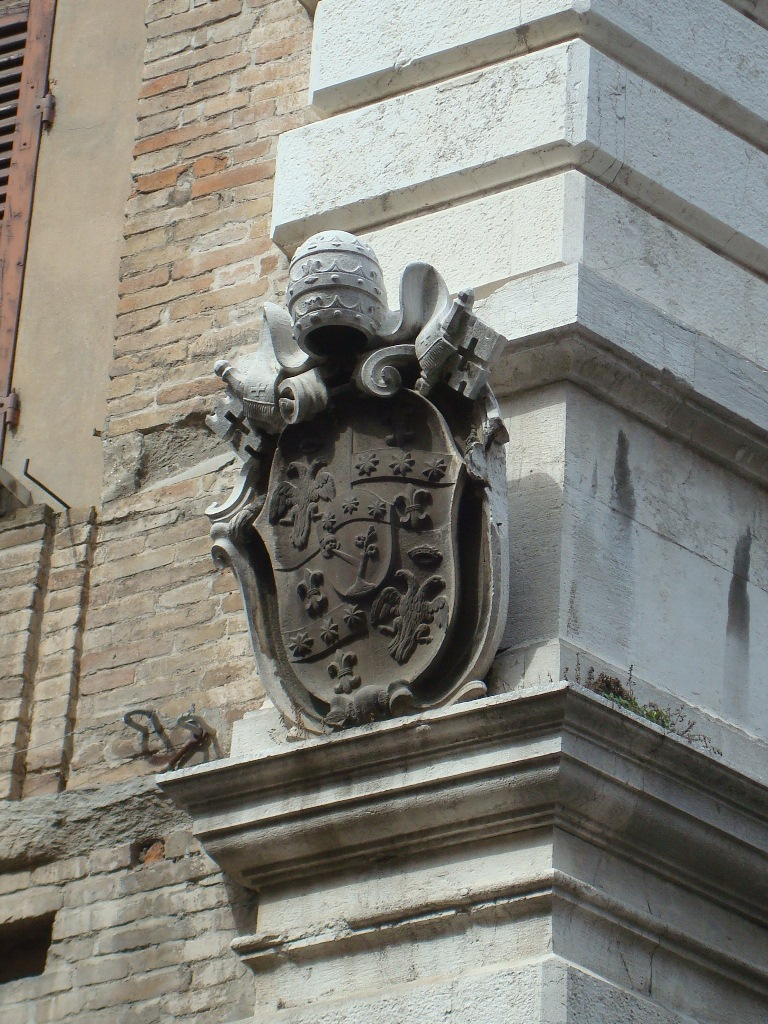
教宗庇护六世的纹章

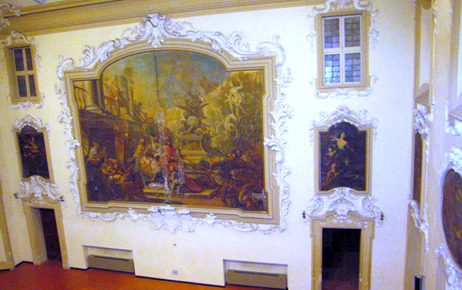
湿壁画

吉尼宫（Palazzo Ghini）是意大利贵族吉尼家族五座宫殿中最著名的一座。位于切塞纳老城中心索齐大街（Corso Sozzi）。在这里有许多考古发现，表明在公元前3-2世纪，这里曾有好几座古罗马建筑。

## 历史
吉尼家族在意大利有古老的根源，现在仍然存在。到13世纪初，他们是锡耶纳的贵族。安杰洛·吉尼是派往乌尔巴诺四世处的大使。马丁·吉尼于1286年被任命为卡西诺本笃会会长。吉诺·迪·塔科，是一名海盗，生活在13世纪晚期和14世纪初；医院骑士团和十字军领袖尼格罗·吉尼，于1330年死于罗得岛。 吉尼家族诞生了教宗庇护七世。
大约在1600年，教宗加封吉尼伯爵为罗马涅侯爵、切塞纳和圣马力诺的贵族，又封给他们罗卡伯纳达的领地。乔瓦尼二世收购了宫殿所在的地方。1654年，全家搬到了切塞纳。
目前的宫殿是在1680年代，由贾科莫·弗朗切斯科和亚历山德罗·布鲁诺兄弟委托切塞纳建筑师皮尔·马蒂亚·安杰罗尼建造。
在继承人分家之后，19-20世纪之交切塞纳文化中最杰出的人物之一吉诺·吉尼蒙席，得以取得该建筑的唯一所有权，而吉尼家族的其他继承人则获得了其他家族产业，包括在切塞纳的其他宫殿。吉诺蒙席赋予该建筑以教会住宅的内涵，并将其捐赠给切塞纳耶稣会，按照他的意愿，于1942年到1962年在那里建立了耶稣会总部。因此，该建筑现在属于库里亚。

## 建筑
该建筑位于切塞纳老城中心，靠近车站和加富尔大街，给人留下深刻的印象，高度超过毗邻的历史建筑。墙角有伊斯特拉半岛风格的大理石装饰，上面有庇护六世的教宗徽章，他是吉尼家族的一员。宏伟的外立面上开了孔，代表并不完整。庭院立面是切塞纳最令人愉快的建筑之一，有华丽的三层拱廊，下面两层有白色的石柱，可以欣赏到马拉特斯塔图书馆的立面。楼梯通向一个大厅，装饰有四座弗朗切斯科·卡莱加里的雕像（米涅尔瓦、刻瑞斯、荣耀和玛尔斯），从这里进入荣誉大厅，其特点是13幅神话主题的壁画（原有15幅），由贾奥·博洛尼尼在1719年至1721年之间创作。

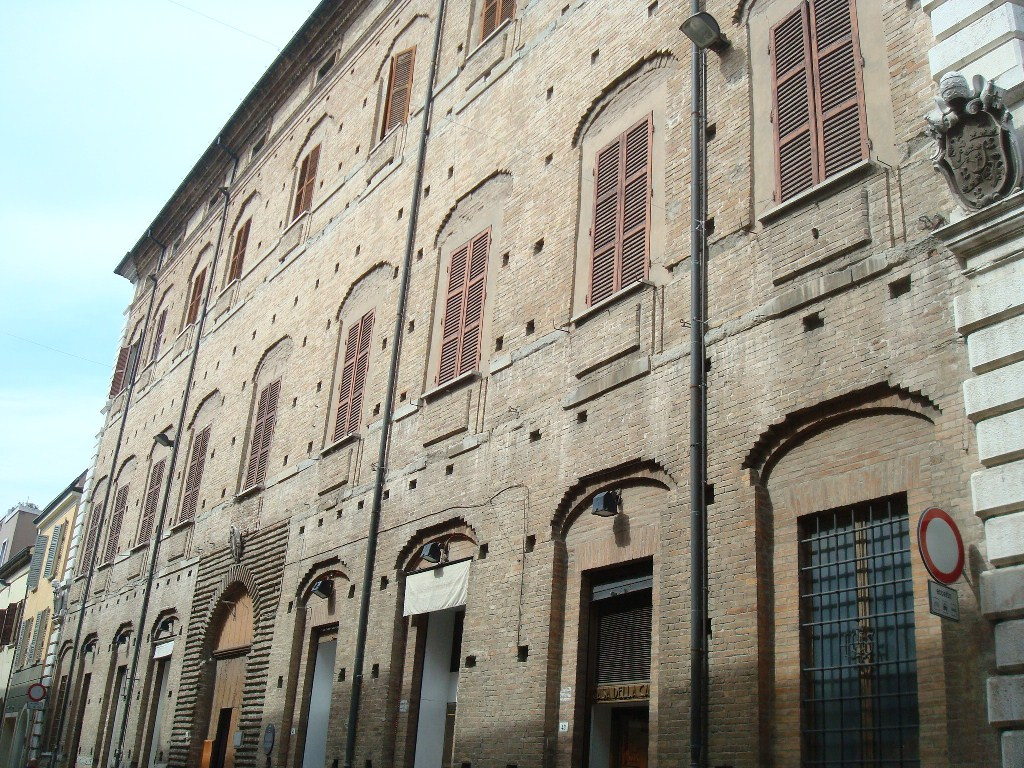